# 仏罰
仏罰（ぶつばち）とは、仏（如来）が悟った根本の真理に背いたために自然に蒙る（とされる）罰のこと。神罰との対比でよく誤解されているが、仏が罰を与えるのではない。ただし、これは仏教全体の解釈ではない（後述）。

## 概説
一般的に“罰”（ばつ）とは、ある定めに従わない行為がなされた場合に、その行為をした者に対して苦を与えることをいう。
宗教上の場合、その教義に従わない場合の“罰”として神罰、そして仏罰があるとされる。なお仏教における一般的な“処罰”や“制裁”には、大きく分けて以下の2種類がある。
1. 原始仏教、上座部仏教における罰
これは戒律に違背した者に行われた制裁であり、最も軽いものは懺悔を求める突吉羅（ときら）罪で、最も重いのは教団追放である波羅夷（はらい）罪まで、いくつかの種類がある。教団追放までいかなくても、一定期間に渡り僧尼の権利を剥奪するもの、他の僧と別居させられるもの、マーナッタ（六昼夜に渡る謹慎）などがある。また罪の種類によって梵壇（ぼんだん）や黙擯（もくひん）という制裁が科せられる場合がある。たとえば、釈迦仏の出家前に馬丁を務め、後に仏弟子となった車匿は悪口（あっく）車匿といわれるほど、釈迦仏や他の弟子を悩ませたため、釈迦仏は滅度する前に、車匿にはブラフマダンタ（黙擯＝彼と一切話しない）をもって接すよう阿難に命じたことがある。
2. 大乗仏教における罪
大乗の戒律では、どのような重罪でも懺悔によって原則として許されるようになった。しかし日本では、奈良時代や平安時代には畿内より追放する擯出（ひんすい）が行われた。また江戸時代などでは女犯（にょぼん）は宗教的な範疇だけではなく、行政的にも重い罪とされ、晒し者にされて遠島などに処せられた。

しかし、これらの罰は戒律に違背したために、第三者によって現実に行われる処罰であり制裁である。したがって“仏罰”の概念には相当しない。仏罰とは第三者が現実的に科すものではなく、誹謗正法つまり謗法（ぼうほう）を犯したことで現証として実生活に顕れる事象を指して言うものである。
ただし、これは冒頭に述べたとおり“仏罰”は仏教全体の解釈や用語ではなく、一部の法華系宗派、あるいは新宗教教団の信徒によって広められた用語や解釈であり、これらの用語は正しいものではないと否定する宗派も少なくない。

### 法華系宗派の解釈
法華系宗派・教団の一部の解釈によると、仏教には因果応報の考え方から“罰”を詳細に説いており、『法華経』には、正法を誹謗する悪果報が説かれているとする。
譬喩品第3「若し人、信ぜずして此の経を毀謗（きぼう）せば、すなわち一切世間の仏種（ぶっしゅ）を断ぜん。
或は復（また）顰蹙（ひんじゅく）して疑惑を懐かん。汝当に此の人の罪報を説くを聴くべし。若しは仏の在世、若しは滅度の後に、其れ斯（かく）の如き経典を誹謗すること有らん。経を読誦し書持すること有らん者を見て、軽賤憎嫉（きょうせんぞうしつ）して結根を懐かん。此の人の罪報を汝今また聴け、其の人命終して阿鼻獄に入らん」

法師品第10「若し悪人有りて、不善の心を以って一劫の中に於いて、現に仏前に於いて常に仏を毀罵（きめ）せん、其の罪尚軽し。若し人、一の悪言を以って在家出家の法華経を読誦する者を毀訾（きし）せん、其の罪甚だ重し」

普賢菩薩勧発品第28「若し復是の経典を受持せん者を見て、其の過悪（かあく）を出さん。若しは実にもあれ、若しは不実にもあれ、此の人は現世に白癩の病を得ん。若し之を軽笑（きょうしょう）すること有ん者は、当に世世に牙歯疎欠・醜脣平鼻・手脚繚戻（げしそけつ・しゅうしんびょうび・しゅきゃくりょうらい）し、眼目角眸（げんもくかくらい）に、身体臭穢（しんだいしゅうえ）にして、悪瘡膿血・水腹短気（あくそうのうけつ・すいふくたんけ）、諸の悪重病あるべし」

また“罰”には、4種類あると説明される。
- 総罰（そうばち） - 総じて受ける罰
- 別罰（べつばち） - 別して受ける罰
- 冥罰（みょうばち） - 冥々（めいめい）のうちに受ける罰
- 顕罰（けんばち） - 顕（あらわ）に受ける罰

総罰が一般的であるのに対し、別罰は個別的であり、冥罰が内顕的であるのに対し、顕罰は外顕的であるという。
これについては日蓮が、『聖人御難事』で「大田の親昌・長崎次郎兵衛の尉時綱・大進房が落馬等は法華経の罰のあらわるるか、罰は総罰・別罰・顕罰・冥罰・四候、日本国の大疫病と大けかちとどしうちと他国よりせめらるるは総ばちなり、やくびやうは冥罰なり、大田等は現罰なり別ばちなり」、また『日女御前御返事』で「今日本国の者去年今年の疫病と、去正嘉の疫病とは人王始まりて九十余代に並なき疫病なり。聖人の国にあるをあだむゆへと見えたり。師子を吼る犬は膓切れ、日月をのむ修羅は頭の破れ候なるはこれなり。日本国の一切衆生すでに三分が二はやみぬ。又半分は死しぬ。今一分は身はやまざれども心はやみぬ。又頭も顕にも冥にも破ぬらん。罰に四あり、総罰･別罰･冥罰･顕罰なり。聖人をあだめば総罰一国にわたる。又四天下、又六欲･四禅にわたる。賢人をあだめば但敵人等なり。今日本国の疫病は総罰なり。定めて聖人の国にあるをあだむか」などと述べている。
また、この罰の現象が現れる時期については、『種種御振舞御書』で「遠流・死罪の後百日一年三年七年が内に自界叛逆難とて此の御一門どしうち（同士打）はじまるべし」、また『四信五品抄』で「優陀延王は賓頭盧尊者を蔑如して七年の内に身を喪失し相州は日蓮を流罪して百日の内に兵乱に遇えり」などと述べた。
したがって、これら日蓮の遺訓を汲む法華系宗派や教団では、罰は現前として存在し、『法華経』あるいは『南無妙法蓮華経』を誹謗する者と、讃嘆する者との賞罰は、『法華経』の経文に示される道理で、現証に照らして明白如実に顕れるとする。
ただし、“罰”の概念は人によって差異があり、冒頭説明文の通り、一般的な解釈する人も少なからず存在する。
なお、日蓮の教えを原理的に信奉する宗派では末法無戒といい、末法においては細かい戒律はかえって悟りを妨げる害悪として、
題目を受持し誹謗しないことだけが求められる。

### その他仏教宗派の解釈
世間、実社会においては、“仏罰”は「仏より加えられる罰のこと」と一般的に思われている。しかし上述したように、仏罰とは仏の悟った真理に背いたために自然に蒙る罰のことであり、仏や第三者が与えるものではない。
仏教宗派における罰の概念は様々であるため、そのすべてを網羅して説明するのは難しいが、あえてその理由を挙げると、釈迦仏をはじめとする仏如来は「一切衆生は皆我が子なり」と言われるように、そのような大いなる慈悲心を持つ仏が罰を与えることはない、というのが一般的な解釈である。したがって仏罰という概念自体が存在しない宗派も多い。（ただし上述したように、仏罰を説く宗派・団体においても、仏罰とは仏の悟った真理に背いたために自然に蒙る罰のことであり、仏や第三者が与えるものではない）
たとえば曹洞宗の僧で、童話でも有名な良寛は「病む時は病むがよく御座候、死ぬ時は死ぬがよく御座候、これ病死よりすくわる妙薬にて御座候」と述べている。浄土教では、人を殺めた者も念仏を唱えて信仰すれば極楽浄土へ転生できるとまで説いている。したがって、どちらもそこに罰の概念は存在していない。もっとも『仏説無量寿経』では五逆（父か母か僧の殺害、仏の身体への傷害、教団内の対立惹起、のいずれか）の罪を犯した者と正法を謗る者は弥陀の誓願による救済の対象から除かれることが明記されている。
ただし、多くの宗派では、信仰における生活上で、もし悪い事象が起こるならば、それは自らの“業”や“因果応報”によるものであり、先の『法華経』の経文も誹謗してはならないという誡めであると解釈される。浄土教ではそのような悪い事象も良い事象もすべてみ仏にお任せして、自らはしっかりと信心をするという本来の意味での他力本願にすがるしかない、とする。
また、悪行から来る因果応報によって仏罰を受けるという考え方は日本では古くからあり、『日本霊異記』では仏教の教えに背く行為をした者が報いを受けたという話がいくつか採録され、『平家物語』にも昔関白藤原師通が延暦寺の大衆を攻撃したために日吉大社の神罰を受けて死亡したという説話を載せている（神仏習合が定着しつつあった当時は、延暦寺と麓の日吉大社は一体のものとしてとらえられ、僧侶を攻撃した仏罰が日吉大社の神罰の形式で下されたと解された）。
これは『涅槃経』「四諦品」にも、「正法たる真智を断滅して、益々悪道に陥り、生死に輪廻しては多くの苦悩を招く」、あるいは「悪彰（あくしょう）の示現は衆生を救わんがための故なり」など説かれているように、あくまでも衆生自らが犯した業による報いであり、自らがそれによって気付くもので、仏がその教えに従わない者に罰を与えるという類のものではない、とするのが一般的である。
これらのことから、この教えでしか救われず、他の教えによれば罰あるいは仏罰が出る、などと煽り、自我功利的な教えを宣揚するのは、カルト集団における観念的脅迫でしかない、という反対論や批判もある。